# Caspara Preetzmann
Caspara Preetzmann (Aalborg 1 augustus 1792 - aldaar, 26 december 1876) was een Deens vertaalster en kunstschilder, die werkte onder het pseudoniem Caralis. Ze bracht ook zelf gedichten uit.
Preetzmann vertaalde onder meer werken van Robert Burns en William Shakespeare. Haar vertalingen werden gebruikt door componisten als Edvard Grieg, Agathe Backer-Grøndahl, Halfdan Kjerulf en Johan Peter Emilius Hartmann.

## Titels
- 1851: Digte
- 1866: Honderd vertaalde gedichten (Hundrede digte)
- 1867: Digte og sange